# Монтегю, Айвор
Достопочтенный А́йвор Го́лдсмид Сэ́мюэл Мо́нтегю (англ. Ivor Goldsmid Samuel Montagu; 23 апреля 1904, Лондон, Англия, Великобритания — 5 ноября 1984, Уотфорд, Хартфордшир, Англия, Великобритания) — британский кинорежиссёр, продюсер, сценарист, монтажёр, писатель, журналист и общественный деятель.

## Биография
Родился в богатой аристократической семье еврейского происхождения: был 3-м сыном Луиса Сэмюэля Монтагю, 2-го барона Суэйтлинга. Окончил Кембриджский университет (зоологический факультет Королевского колледжа). В кинематографе начинал как критик. Публиковался в «The Observer» и других изданиях. Был монтажёром и продюсером ранних фильмов Хичкока, а также — соавтором Эйзенштейна (Голливудский период).
Свою политическую карьеру начинал как член Британской социалистической партии, в 1918 году становится членом Лейбористской партии, а в 1931 году — членом компартии. В 1944—1947 годах — член Исполкома компартии Великобритании. Был дружен с членами Кембриджской пятёрки, согласно ряду источников и сам сотрудничал с советской разведкой. В 1937—1946 годах активно публиковался в «Дейли уоркер». В 1950 году избран членом Бюро Всемирного совета мира.
Лауреат Международной Ленинской премия мира 1959 года.
В 1969 году в Советском Союзе была выпущена его книга «Мир фильма».

### Настольный теннис
Айвор Монтегю был одним из сильнейших игроков Англии в настольный теннис, входил в сборную страны, участник 15 чемпионатов мира.
В 1926 году Айвор Монтегю стал одним из инициаторов создания Международной федерации настольного тенниса, был избран ее первым президентом, и находился на этой должности более 40 лет.
Автор двух книг о настольном теннисе: «Настольный теннис сегодня» (1924) и «Настольный теннис» (1936).

## Фильмография

### Монтажёр
- 1927 — Жилец / The Lodger
- 1927 — По наклонной / Downhill
- 1928 — Лёгкое поведение / Easy Virtue

### Сценарист
- 1927 — / Blighty (по собственному рассказу)
- 1929 — Штурм Ла-Сарраза / The Storming of La Sarraz
- 1933 — / King of the Ritz
- 1948 — Скотт Антарктический[6] / Scott of the Antarctic
- 1956 — Последний повешенный человек / The Last Man to Hang?

### Режиссёр
- 1928 — Васильки / Blue Bottles (к/м)
- 1928 — Мечты / Daydreams (к/м)
- 1928 — / H.G. Wells Comedies
- 1928 — / The Tonic (к/м)
- 1929 — Штурм Ла-Сарраза / The Storming of La Sarraz (с Сергеем Эйзенштейном и Хансом Рихтером)
- 1934 — Крылья над Эверестом / Wings Over Everest (к/м)

### Продюсер
- 1934 — Мое сердце зовет тебя / Mon coeur t’appelle (британская прокатная версия)
- 1934 — Человек, который слишком много знал / The Man Who Knew Too Much
- 1934 — Мой старенький голландец / My Old Dutch
- 1935 — 39 ступеней / The 39 Steps
- 1935 — / The Passing of the Third Floor Back
- 1935 — / My Heart Is Calling
- 1936 — Секретный агент / Secret Agent
- 1936 — Саботаж / Sabotage
- 1948 — / Another Shore

## Награды
- 1958 — Международная Ленинская премия «За укрепление мира между народами»

## Сочинения
- Montagu Ivor. The traitor class. — London, 1940.
- Montagu Ivor. Plot against peace. — London, 1952.